# Mrzlo Polje Žumberačko
Mrzlo Polje Žumberačko – wieś w Chorwacji, w żupanii zagrzebskiej, w gminie Žumberak. W 2011 roku liczyła 41 mieszkańców.